# Werner Janssen (filosoof)

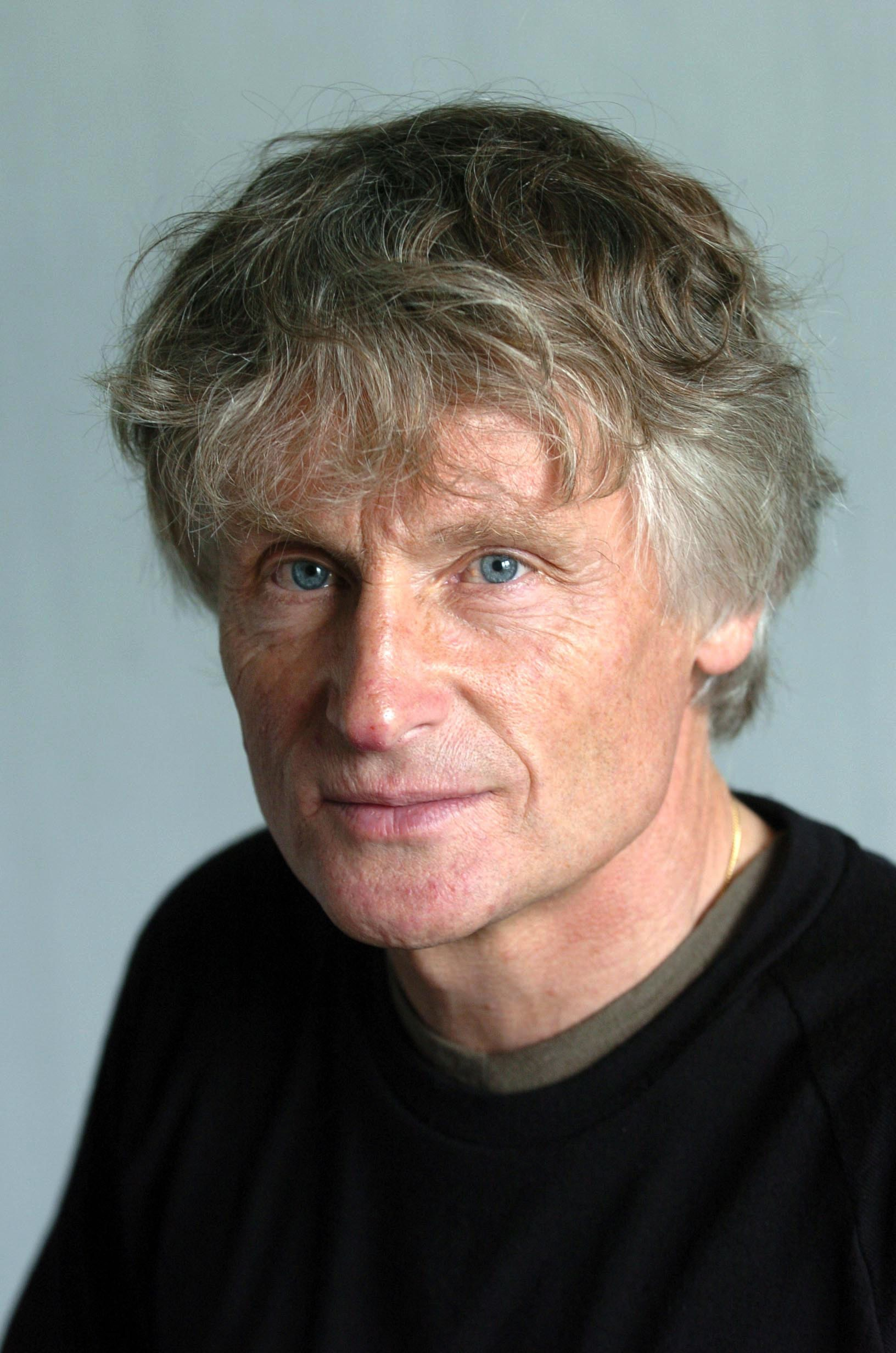
Werner Janssen

Werner (W.H.) Janssen, pseudoniem: Heinz Hof, (Mönchengladbach, 1944) is een Nederlands-Duitse filosoof, germanist en dichter.

## Leven
Werner Janssen groeide op in zowel Duitsland (Mönchengladbach) als Nederland (Kerkrade/Heerlen). 
Hij studeerde aan de universiteiten van Nijmegen, Heidelberg, Amsterdam en Aken Duitse taal- und literatuurwetenschap, filosofie, sociologie, pedagogiek, volkenkunde, politicologie en dialectologie. Van 1967 tot 2000 was hij als docent Duits verbonden aan het Bernardinuscollege te Heerlen. Hij stond daar bekend om zijn didactische vernieuwingen in het taalonderwijs, zoals taalverwerving aan de hand van situaties uit het dagelijks leven met zo min mogelijk woorden en grammatica in hoofden stampen. Anderzijds had hij ook een vrij rigide wijze van lesgeven.
In 1984 promoveerde Janssen eerst tot Dr. litt. aan de Universiteit van Amsterdam met de dissertatie "Der Rhythmus des Humanen bei Heinrich Böll", een proefschrift dat in 1985 ook als handelseditie is uitgebracht. Aan de universiteit in Aken, de Rheinisch-Westfälische Technische Hochschule Aachen, behaalde hij in 1991 een tweede academische graad als Dr. phil.: met de dissertatie "Kultur und Spiel – die dialogische Erweiterung des natürlichen Spielraums", die eveneens in Bern bij de internationale wetenschappelijke uitgeverij Peter Lang verscheen.
Werner Janssen is voorzitter van het Kuratorium Martin Buber-Plaquette, die op het in 1981 door hem in het leven geroepen Internationaal Cultuur- en Wetenschapsfestival Euriade sinds 2002 ieder jaar wordt uitgereikt en waar hij intendant van is. Hij is ook intendant van het Internationale Kamermuziekfestival AmadèO – Academia Musica da Camera.
Janssen is hoogleraar in de filosofie en germanistiek aan o.a. de Lomonosow-Universiteit van Moskou.
Hij hield en houdt gastvoordrachten aan de universiteiten van Perm (Oeral), Wenen, Graz en de Open Universiteit te Heerlen.
Onder het pseudoniem Heinz Hof schrijft hij poëzie.

## Publicaties
- Der Rhythmus des Humanen bei Heinrich Böll, Peter Lang, Frankfurt am Main u.a. 1985, ISBN 3-8204-7498-6
- Kultur und Spiel. Die dialogische Erweiterung des natürlichen Spielraums, Peter Lang, Frankfurt am Main u.a. 1991, ISBN 3-631-44209-2
- Een bloem tussen het puin. Inleiding tot de verhalen en romans van Heinrich Böll, Walva-Boek, Laren 1991, ISBN 90-6675-157-6
- Lies und sprich! Gespreksvaardigheid Duits voor de onderbouw (met Hein Voncken), Walraven, Apeldoorn 1995, ISBN 90-5564-015-8
- Von der Straße in die Baracken ... und dann?, Lang, Frankfurt am Main u.a. 1995, ISBN 3-631-48293-0
- Eine Blume zwischen den Trümmern. Einführung in das Leben und Werk von Heinrich Böll, Erebodos, Voerendaal 2005, ISBN 90-809495-1-5
- Du. Wort-Gedichte und Bild-Gedichte. Eine Begegnung mit dem Dichter Heinz Hof und dem Maler Antonio Maro, Erebodos, Voerendaal 2006, ISBN 90-809495-3-1
- Mozartina. Neue Mozartbriefe zur Zeit, Erebodos, 2006
- Kind, Gedichte zum Thema Kind mit Gemälden und Fotos von Antonio Máro, Rafael Ramírez und Jorgen Polman, 2007
- Liebeslicht, Gedichte und Märchen zum 80. Geburtstag des Malers Antonio Máro, 2008
- Symphonia, die Kunst des Dialogs. Philosophische Betrachtungen, Erebodos, Voerendaal. 2009 ISBN 978-94-90456-01-6
- Enigma, Philosophische Betrachtungen, Erzählungen, Märchen und Poesie zu einer Ästhetik und Ethik der Verbundenheit, Erebodos, 2010 ISBN 978-94-90456-02-3
- Bitte, vergiss mich nicht! Betrachtungen, Erzählungen, Poesie, Erebodos 2011 ISBN 978-94-90456-00-9

Daarnaast schreef hij essays en beschouwingen in verschillende tijdschriften, waaronder EuriArtes, het EURIADE-tijdschrift voor cultuur en wetenschap.
- Digitale Bibliotheek voor de Nederlandse Letteren: jans224
- Gemeinsame Normdatei: 140487018
- International Standard Name Identifier: 0000 0001 0936 7157
- Library of Congress Control Number: n85055543
- Nationale Bibliotheek van Tsjechië: jn19990003980
- Nederlandse Thesaurus van Auteursnamen: 070721289
- Virtual International Authority File: 112698158
- WorldCat: E39PBJr3kTTDDBCXm7rtbWM9Dq